# Chiesa episcopale americana di Saint James
La chiesa episcopale americana di St. James è una chiesa anglicana e vetero-cattolica situata in via Bernardo Rucellai 13 a Firenze, davanti agli Orti Oricellari e alle spalle del Giardino Corsini.

## Storia
Una congregazione della chiesa episcopale americana esiste in città dal 1868. Nel 1906 la comunità episcopale americana di Firenze incaricò l'architetto Riccardo Mazzanti (che si avvalse della collaborazione di Gino Marchi) per l'edificazione di una chiesa. Lo stesso architetto aveva già edificato il sontuoso palazzo Cesaroni nella stessa via Rucellai. La chiesa sorge sulla strada aperta nel 1898 per lottizzare gli Orti Oricellari.
Fra i maggiori sostenitori dell'impresa ci fu il magnate John Pierpont Morgan, che volle sovrintendere personalmente al progetto coinvolgendo altri consulenti. Nel 1908 avvenne la posa della prima pietra, testimoniata da una lapide che riporta la data del 23 aprile.
Non si hanno notizie circa l'affidamento dell'incarico di progetto e la sua stesura se non un accenno a critiche ad esso rivolte che, pare, determinano l'intervento dell'architetto Carrere in aggiunta ai colleghi già impegnati. La redazione finale portò quindi la firma di Riccardo Mazzanti, G. Marchi & R. Carrère. Quando la nuova chiesa viene consacrata, l'8 novembre 1911, era incompleta della torre, la cui elevazione fu decisa nell'ottobre 1911. Essa fu completata nel 1927 insieme ad altri lavori nella rectory, iniziata nel 1921, mentre un anno dopo J. e M. Buttles fecero arredare la cappella di famiglia nella chiesa. Durante la seconda guerra mondiale la chiesa venne chiusa, pur non lamentando grossi danni, e riaperta dall'esercito americano.
Qui tra gli altri si è sposata il 6 giugno 1992 la rockstar David Bowie con la modella Iman.
Vi celebra anche la parrocchia vetero-cattolica fiorentina.

## Descrizione

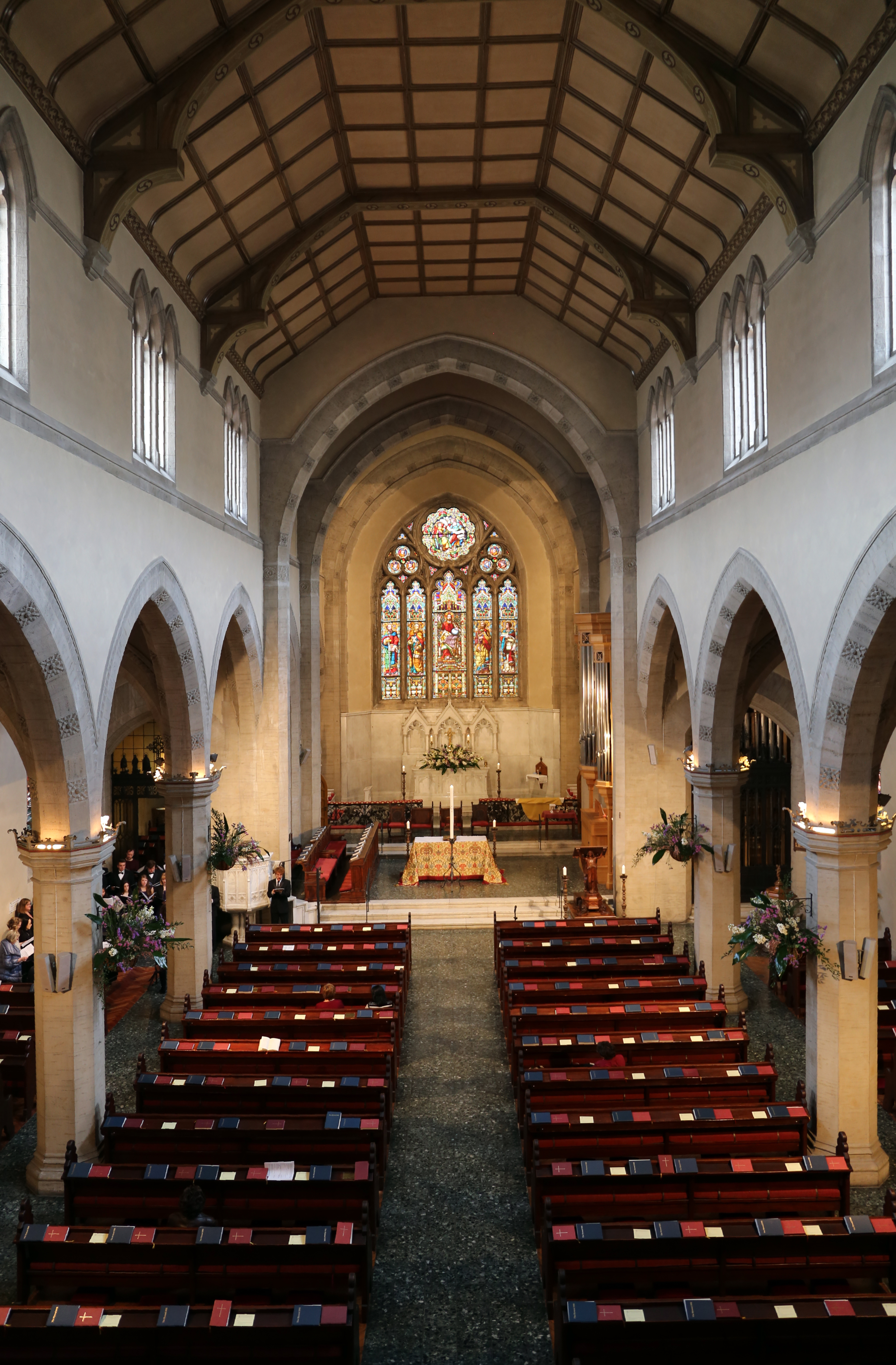
L'interno

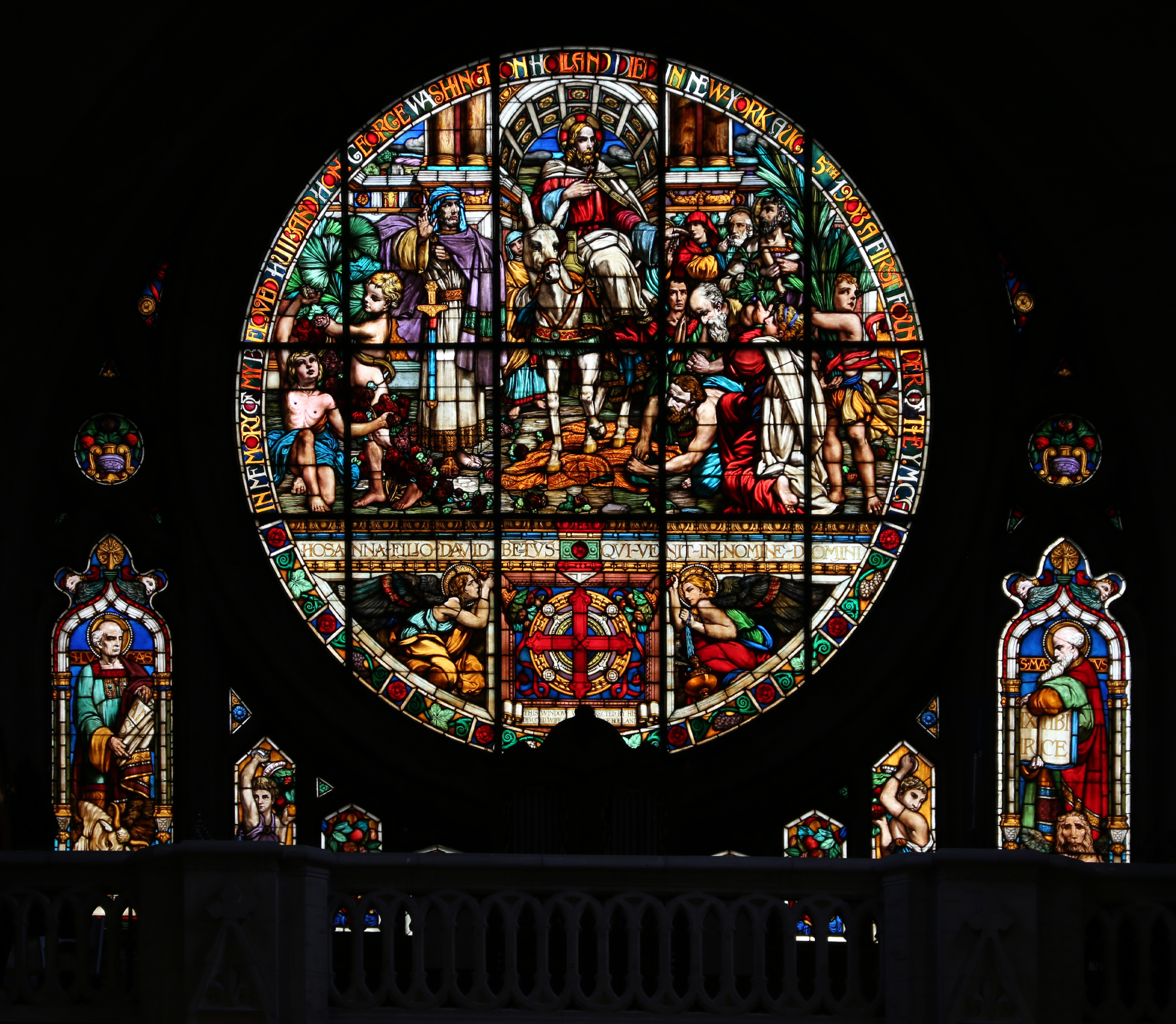
Entrata di Cristo in Gerusalemme (1911)

Lo stile dell'edificio, a tre navate, rispecchia i canoni del neogotico di matrice inglese. Di particolare pregio sono le vetrate, fra le quali il tondo con l'Ingresso di Gesù in Gerusalemme, su cartone di Ezio Giovannozzi (1911).
Il repertorio neogotico trovò una certa diffusione nel primo decennio del Novecento e occupò un ruolo secondario anche nella produzione di Mazzanti, l'unico tra gli autori - figure non di spicco della cultura architettonica dell'epoca - di documentata attività. L'opera non annovera grande fortuna nella pubblicistica specializzata, con un interesse legato per lo più al significato religioso e sociale e limitato all'ambiente della comunità americana.
Il complesso è impostato su schemi tipicamente riferibili all'architettura anglosassone in stile del primo Novecento: la chiesa è arretrata rispetto al filo stradale ed è circondata dal verde e dalle pertinenze costituite dalla casa del pastore, con il giardinetto all'italiana, dalla carriage house e dalla casa del portiere, tutte in stile neomedievale.
La chiesa presenta un impianto basilicale con aula a tre navate, di cui le laterali formate da quattro campate. A lato del transetto, la cappella privata Buttles occupa la campata sulla sinistra, e l'organo quella sulla destra, mentre l'abside poligonale, unica, ospita una grande vetrata policroma a tre spartiti con tondo centrale, dono della famiglia Berwind.
Archi a sesto acuto, rivestiti con lo stesso travertino che ricorre nelle membrature di tutto l'interno e in facciata, collegano le navate laterali a quella centrale e inquadrano strette monofore, alle quali corrispondono le trifore superiori.
Un portico a tre campate, coronato da una merlatura, precede la campata centrale di facciata, illuminata da un grande rosone in vetro policromo.
La copertura, a spiovente per le navate laterali e a capanna per quella centrale, presenta un soffitto ligneo con pannelli a riquadri.
La torre a tre livelli ha pianta quadrata con torrioni angolari di rinforzo e merlatura superiore.
Nel 2009 è stato costruito dalla ditta organaria inglese Willis & Sons un nuovo organo per la chiesa. Esso è collocato entro una cassa artistica che si ispira ai modelli tedeschi posta sul lato destro del presbiterio. Lo strumento è a trasmissione mista e dispone di 25 registri su due manuali e pedale.